# Cherbourg
Cherbourg là một xã trong tỉnh Manche, thuộc vùng hành chính Normandie của nước Pháp, có dân số là 42.318 người (thời điểm 1999). Cherbourg là một cảng biển nằm cạnh eo biển Manche.

## Các thành phố kết nghĩa
- Bremerhaven Đức
- Holzminden Đức
- Poole Vương quốc Anh
- Sarh Tchad

## Những người con của thành phố
- Roland Barthes, nhà phê bình văn học, nhà văn, triết gia
- Victor Grignard, nhà hóa học và nhận Giải thưởng Nobel
- Jean Marais, diễn viên
- Georges Sorel, kỹ sư, triết gia xã hội